# Centerpartiet (1932)

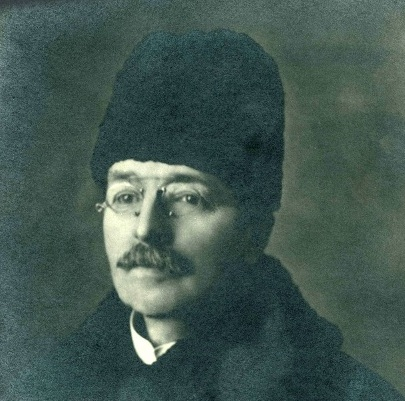
Partiledaren N.A. Nilsson

Centerpartiet, ursprungligen kallat Civilisationspartiet, var ett politiskt parti i Örebro. Partiet grundades av Nils August Nilsson 1924. Nilsson var starkt engagerad i fredsfrågor, aborträtt och världsspråket (Ido).
Nilsson och partiet upprepade mottot "Förstklassiga människor i förstklassiga samhällen" som ett mantra. I partiets programförklaring ställdes krav på allmän rösträtt, men med tillägget "för varje upplyst myndig medborgare".
Civilisationspartiet ställde upp i andrakammarvalet 1924 och i kommunalvalet 1926. På valsedlarna hade man skrivit Arbetarepartiet/Socialdemokratiska listan med undertiteln Civilisationspartiet. Valsedlarna hade N.A. Nilsson som första namn och därefter ett antal prominenta socialdemokrater. Socialdemokraterna protesterade mot Nilssons tilltag, då han hade tagit med namnen på valsedlarna utan personernas kännedom eller tillåtelse. Civilisationspartiet fick 447 röster i Örebros kommunalval 1926. Partiet lyckades få en plats i kommunfullmäktige.
Vid andrakammarvalet 1932 ställde partiet upp under sitt nya namn Centerpartiet, och fick 2 501 röster (0,1%). Fyra år senare blev utdelandet blygsamma 96 röster.
Partiprogrammet från 1933 hade vissa likheter med nationalsocialism, men när Nilsson fick frågan svarade han att "det uttrycker dock icke helt vad vi vilja, ty vi äro icke enbart svensksinnade, utan vi äro också på samma gång världsmedborgare". Partiet ville inte heller beteckna sig som socialistiskt, då de förespråkade såväl enskilt, som statligt och kommunalt ägande.
Partiet publicerade Centerbladet mellan 1933 och 1940 med N.A. Nilsson som redaktör. Efter Nilssons död 1940 utkom bara två nummer.
Sommaren 1957, när Bondeförbundet beslutade sig för att namnändra partiet till Centerpartiet, upptäckte man att namnet redan var registrerat. En delegation från Bondeförbundet, inklusive Gustaf Jonnergård, färdades till Örebro för att försöka få tillåtelse att överta namnet. Man mötte den registrerade representanten för det insomnade partiet, och fick tillåtelse för ett namnövertagande.